# 王廷傑
王廷傑，山西鄉寧縣人，清朝政治人物、進士出身。

## 生平
順治三年，登進士，授酃縣知縣。